# 弗雷德里克斯堡 (愛荷華州)
弗雷德里克斯堡（英語：Fredericksburg）是一個位於美國愛荷華州奇克索縣的城市。

## 地理
弗雷德里克斯堡的座標為42°57′53″N 92°11′54″W / 42.96472°N 92.19833°W，而該地的平均海拔高度為328米（即1076英尺）。

## 人口
根據2010年美國人口普查的數據，弗雷德里克斯堡的面積為2.23平方千米，當中陸地面積為2.23平方千米，而水域面積為0.00平方千米。當地共有人口931人，而人口密度為每平方千米417人。